# Distrito de Starnberg
Starnberg es uno de los 71 distritos (Kreis) en que está dividido administrativamente el estado alemán de Baviera, siendo la capital la misma Starnberg, y perteneciendo a la región de Alta Baviera (Oberbayern). Situado en la parte sur de Baviera, sus vecinos son (en el sentido de las agujas del reloj): Fürstenfeldbruck, Múnich, Bad Tölz-Wolfratshausen, Weilheim-Schongau and Landsberg.

## Historia
El distrito fue creado en 1902, cuando la oficina de distrito Múnich II (Bezirksamt München II) fue disuelta y se creó la oficina de distrito de Stamberg (Bezirksamt Starnberg) y la oficina de distrito de Wolfratshausen (Bezirksamt Wolfratshausen). Comenzando el año 1939 fue llamado Landkreis (distrito nacional). En 1972 dos municipios (Bachhausen y Höhenrain) del distrito de Wolfratshausen fueron añadidos a este distrito. En reforma comunal de 1978 los 42 municipios anteriores fueron condensados en los actuales 14.

## Política

### Diputación provincial
La diputación provincial (Kreistag) cuenta con 60 diputados (Kreisräte). Los asientos de la cámara están distribuidos según las elecciones comunales del 2002 de la siguiente manera:
- 28 escaños para Unión Cristiano Socialista (CSU)
- 11 escaños para Partido Socialdemócrata Alemán (SPD)
- 9 escaños para los Votantes Liberales
- 5 escaños para el Bündnis 90, los verdes (GAL)
- 4 escaños para el Partido Democrático Liberal (FPD) y el Partido Liberal
- 2 escaños para el Partido Ecologista Democrático (ÖDP)
- 1 escaños para los independientes

### Jefe de distrito
- Desde el 1. de mayo de 1996: Heinrich Frey, Unión Cristiano Socialista (CSU)
- 19. de junio de 1969 - 30. de abril de 1996: Dr. Rudolf Widmann, Partido Democrático Liberal (FPD)
- 4. junio de 1948 - 5. abril de 1969: Dr. Max Irlinger (independiente)
- 22. octubre de 1945 - 1. junio de 1948: Dr. Erckhinger von Schwerin
- 9. mayo de 1945 - 21. octubre de 1945: Martin Dresse
- 22. noviembre de 1944 - 8. mayo de 1945: Dr. Max Irlinger
- 2. enero de 1944 - 21. noviembre de 1944: Rudolf Kerler
- 15. enero de 1943 - 31. diciembre de 1943: Dr. Theobald Graf Khuen
- 20. junio de 1942 - 15. enero de 1943: Dr. Max Irlinger
- Alto cargo del distrito:
- 15. dieciembre 1933 - 20. junio de 1942: Albert Hastreiter (desde 1939 Jefe de distrito)
- 1. abril de 1933 - 14. diciembre de 1933: Dr. Johann Mang
- 1. septiembre de 1925 - 3. marzo de 1933: Eduard Weiß
- 1. octubre de 1905 - 31. agosto de 1925: Wilhelm Freiherr von Stengel
- 2. octubre de 1902 - 30. septiembre de 1905: Siegmund von Hartlieb-Wallsporn

## Ciudades y municipios
| Ciudad (habitantes)   | Municipios (habitantes) | |
| --------------------- | --- | --- |
| 1. Starnberg (23.017) | 1. Andechs (3.235) 2. Berg (8.144) 3. Feldafing (4.358) 4. Gauting (19.473) 5. Gilching (17.021) 6. Herrsching (Ammersee) (10.028) | 1. Inning am Ammersee (4.231) 2. Krailling (7.584) 3. Pöcking (5.675) 4. Seefeld (7.072) 5. Tutzing (9.437) 6. Weßling (5.132) 7. Wörthsee (4.672) |

## Geografía

El escudo de armas muestra los diamantes de Baviera de fondo, con el león y el águila amarillos al frente. Estos dos animales son el símbolo del condado de Andechs-Meranien, que gobernó sobre la zona hasta 1248.

La principal característica geográfica del distrito radica en sus cinco lagos, el lago Starnberger y el Ammersee (hasta donde llega la red de metro de Múnich), así como el pequeño Weßlinger See, el Wörthsee y el Pilsensee. Estos lagos fueron formados por el hielo durante la última glaciación.

## Demografía
El distrito esta también en la esfera de influencia de Múnich como zona de descanso y dormitorio, y registra una fuerte migración desde allí. En el ao 2002 vivían en el distrito de Starnberg todavía 121.723 habitantes, mientras que en 2005 ya eran 129.098 habitantes.

## Colaboraciones
Desde 1981 colabora con Nueva Taipéi, al norte de la isla de Taiwán, después de que una delegación de paracaidistas taiwaneses permaneciera en Starnberg para el campeonato mundial de paracaidismo en Altenstadt/Schongau.
También desde 1982 el distrito colabora con el de Bad Dürkheim en Renania-Palatinado.